# فاطمة العصفور
فاطمة عبد المهدي يوسف العصفور (22 يونيو 1982

) وسياسية بحرينية. عضوة مجلس النواب منذ 2014.

## السيرة
ولدت العصفور في 22 يونيو 1982. حصلت على دبلوم إدارة وبكالوريوس قانون.
عملت مديرة مؤسسة تعليمية.
في انتخابات مجلس النواب لعام 2014 فازت بمقعد الدائرة الأولى في محافظة العاصمة في جولة الإعادة بعدما جمعت 276 صوت ما نسبته 51.11%.